# San Xoán de Río
San Xoán de Río är en kommun i Spanien. Den ligger i provinsen Ourense i den autonoma regionen Galicien i nordvästra delen av landet, 400 km nordväst om huvudstaden Madrid. Antalet invånare är 518 (2024). Arean är 61,14 kvadratkilometer.